# آسیر بونل
آسیر بونل (انگلیسی: Asier Bonel Aicua؛ زادهٔ ۱۷ ژانویهٔ ۲۰۰۸) بازیکن فوتبال اهل اسپانیا است که در حال حاضر برای اوساسونا بی در پست مهاجم بازی می‌کند.
از باشگاه‌هایی که در آن بازی کرده است می‌توان به اوساسونا و اوساسونا بی اشاره کرد.

## دوران ملی
وی همچنین در تیم‌های ملی فوتبال زیر ۱۵ سال زیر ۱۷ سال و زیر ۱۸ سال اسپانیا بازی کرده‌است.

## دوران باشگاهی
بونل در آکادمی جوانان اوساسونا رشد کرد. او عمدتاً به عنوان مهاجم بازی می‌کند. برادر بزرگترش، آیمار بونل، نیز یک فوتبالیست است. برای فصل ۲۶–۲۰۲۵، او به همراه برادرش از سوبیزا به اوساسونا پرومس ارتقا یافت.